# Wheaton College (Massachusetts)
Pour les articles homonymes, voir Wheaton College.
Le Wheaton College est une université d'arts libéraux privée de premier cycle, comprenant environ 1 600 étudiants.

## Présentation
L'université est située à Norton au Massachusetts (États-Unis), entre Boston et Providence. Fondé en 1834 comme un séminaire pour filles, il fut l'un des premiers établissements d'enseignement supérieur pour les filles aux États-Unis. En 1912, l'institution a pris le nom de College Wheaton après avoir reçu une charte universitaire du Commonwealth du Massachusetts. L'école a commencé l'admission d'hommes en 1988, après plus de 150 ans en tant qu'institution de femmes seulement. La plupart des classes sont relativement faibles : le ratio étudiant-professeur est 11 pour 1 et la taille des classes est comprise entre 15 et 20.

## Diplômés célèbres
- Mimi Alford (en), 1966 - ancienne interne à la Maison-Blanche qui prétend avoir eu une liaison avec le président John F. Kennedy[1]
- Dan Antoniuk (en), 2003 - joueurs des San Diego Sockers
- Mary Ellen Avery (en), 1948 - médecin pédiatrique et chercheur
- Elaine Meryl Brown, 1977 - romancière et exécutif de HBO[2],[3]
- Eleanor Norcross, 1871 - peintre et collectionneuse d'art
- Chris Denorfia, 2002 - voltigeur des San Diego Padres[4]
- Diane Farrell (en), 1977 - candidate démocrate pour le Congrès des États-Unis pour le 4e district du Connecticut
- Jean Fritz (en), 1937 - Auteure de livres pour enfants ayant gagné la Médaille Newbery, le prix le plus convoité dans le domaine de la littérature pour enfants
- Robie Harris (en), 1962 - Auteure de livres pour enfants [5],[6]
- Emily Susan Hartwell (en), 1883 - Missionnaire enseignante de l'Église unie du Christ en Chine
- Debbie Jamgochian, 1974 - championne de golf amateur, gagnante du Senior Women's French Open en 2007 et du Women's Western Senior Championship la même année[7],[8],
- Nancy Hemenway Barton,1941 - artiste, musicienne, peintre et artiste textile
- Trish Karter (en), entrepreneur
- Catherine Keener, 1983 - Actrice nommée aux Oscars[9]
- Nancy Mairs (en), 1964 - poète et essayiste[10]
- Alexandra Marshall, 1965  - Auteure[11]
- Ellen Moran, 1988 - ancienne directrice des communications de la Maison-Blanche, présentement (2014) chef de cabinet du secrétaire américain au Commerce, Gary Locke[12]
- Esther Newberg (en), 1963 - agente littéraire et co-directrice de création de l'ICM Partners
- Prince Shad Al-Sherif Pasha (en) de Hijaz et de Turquie[13]
- Barbara Richardson (en), 1971 - Première Dame du Nouveau-Mexique
- Catherine Filene Shouse (en), 1918 - chercheur et philanthrope
- Lesley Stahl, 1963 - journaliste de média électronique[14]
- Callie Thorne, 1991 - actrice
- Amanda Urban (en), 1968 - agente littéraire et co-directrice de création de l'ICM Partners
- Jigme Khesar Namgyel Wangchuck - Roi du Bhutan
- Christine Todd Whitman, 1968 - Ancienne Gouverneure du New Jersey et ancienne Administratrice de l'Agence de protection de l'environnement des États-Unis
- Mary Emma Woolley, 1884, présidente de l'université pour femmes le Mount Holyoke College située à South Hadley